# Ludvika stad
Denna artikel handlar om den tidigare kommunen Ludvika stad. För orten se Ludvika, för dagens kommun, se Ludvika kommun.
Ludvika stad var en kommun i Kopparbergs län.

## Administrativ historik
Ludvika stad bildades genom en ombildning av Ludvika köping 1919. Marnäs municipalsamhälle uppgick i staden den 1 januari 1925. Staden inkorporerade 1963 landskommunen Ludvika som köpingen utbrutits ur 1915. 1971 ombildades staden till Ludvika kommun.
I likhet med andra under 1900-talet inrättade stadskommuner fick staden inte egen jurisdiktion utan låg fortsatt under landsrätt i Västerbergslags domsagas tingslag.
Staden tillhörde i kyrkligt hänseende, liksom dess föregångare Ludvika landskommun och Ludvika köping, Ludvika församling.

### Sockenkod
För registrerade fornfynd med mera så återfinns staden inom ett område definierat av sockenkod 2363 som motsvarar den omfattning Ludvika socken med staden hade kring 1950.

## Stadsvapen
Blasonering: På blått fält en bandvis ställd ström av silver, belagd med en antik åska av fältets färg samt åtföljd på vardera sidan av en lilja av guld.
Ludvika stadsvapen fastställdes av Kungl. Maj:t (regeringen) för Ludvika stad den 30 januari 1920.

## Geografi
Ludvika stad omfattade den 1 januari 1952 en areal av 11,90 km², varav 8,30 km² land.

### Tätorter i staden 1960
I Ludvika stad fanns del av tätorten Ludvikaa, som hade 12 275 invånare i staden den 1 november 1960. Tätortsgraden i staden var då 99,8 procent.

## Befolkningsutveckling
| Befolkningsutvecklingen i Ludvika stad 1920–1970 | Befolkningsutvecklingen i Ludvika stad 1920–1970 | Befolkningsutvecklingen i Ludvika stad 1920–1970 | Befolkningsutvecklingen i Ludvika stad 1920–1970 | Befolkningsutvecklingen i Ludvika stad 1920–1970 |
| --- | ------------------------------------------------ | ------------------------------------------------ | ------------------------------------------------ | ------------------------------------------------ |
| |                                                  |                                                  |                                                  |                                                  |
| År |                                                  |                                                  | Invånare                                         |                                                  |
| 1920 | 1920                                             |                                                  | 4 015                                            | 4 015                                            |
| 1925 | 1925                                             |                                                  | 4 705                                            | 4 705                                            |
| 1930 | 1930                                             |                                                  | 4 838                                            | 4 838                                            |
| 1935 | 1935                                             |                                                  | 5 363                                            | 5 363                                            |
| 1940 | 1940                                             |                                                  | 6 542                                            | 6 542                                            |
| 1945 | 1945                                             |                                                  | 7 435                                            | 7 435                                            |
| 1950 | 1950                                             |                                                  | 9 715                                            | 9 715                                            |
| 1955 | 1955                                             |                                                  | 11 180                                           | 11 180                                           |
| 1960 | 1960                                             |                                                  | 12 237                                           | 12 237                                           |
| 1965 | 1965                                             |                                                  | 22 261                                           | 22 261                                           |
| 1970 | 1970                                             |                                                  | 21 689                                           | 21 689                                           |
| Källa: SCB - Folkmängd inom administrativa områden 1910-1961 och Folkmängd 31 dec 1950-1975 i län, kommuner och församlingar enligt kommunindelningen 1 jan 1976. |                                                  |                                                  |                                                  |                                                  |

## Politik

### Mandatfördelning i valen 1919–1966
| 4 | 11 | 2 | 2 | 6 |

| 25 |

| 4 | 11 |  | 3 | 6 |

| 25 |

| 4 | 11 | 4 | 6 |

| 25 |

|  | 13 | 2 |  | 2 | 6 |

| 24 |

| 16 |  |  |  | 6 |

| 25 |

| 17 | 4 | 3 | 6 |

| 29 |

| 17 | 2 | 5 | 2 | 4 |

| 29 |

|  | 19 | 2 | 2 | 6 |

| 28 |

| 2 | 17 | 2 | 5 | 4 |

| 26 |

|  | 19 | 7 | 3 |

| 27 |

| 2 | 17 | 7 | 4 |

| 26 |

|  | 17 |  | 5 | 6 |

| 25 | 5 |

| 2 | 25 | 3 | 6 | 4 |

| 35 |

| 5 | 20 | 5 | 6 | 4 |

| 32 | 8 |